# 우에다 고타
우에다 고타(일본어: 上田 康太, 1986년 5월 9일 ~ )는 일본의 축구 선수이다.

## 구단 경력
그는 2005년부터 2021년까지 J리그의 주빌로 이와타, 오미야 아르디자, 파지아노 오카야마, 도치기 SC에서 활동하였다.